# 卵形楚克拉虫
卵形楚克拉虫（学名：Zschokkella oviformis）为两极科楚克拉虫属的动物。在中国，分布于四川等，营寄生生活，寄生在棒花鱼的胆囊、胆管以及乐山棒花鱼、中华鰟鮍的胆囊。